# 台風情報

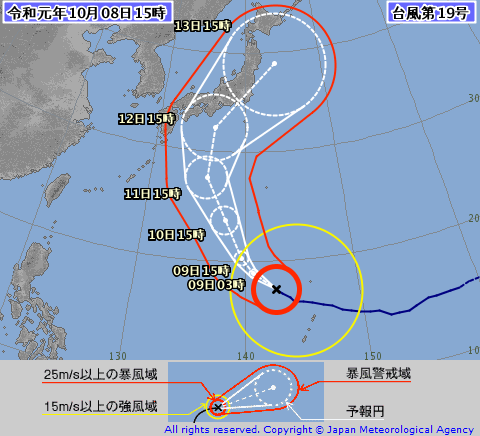
台風情報

台風情報（たいふうじょうほう）は、気象庁が発表する防災気象情報の一つ。台風の現在位置と経路、強さ、中心気圧などを発表している。テレビやラジオなどでこの情報をもとに報道される台風の情報を指すことも多い。発表される情報には台風経路図、暴風域に入る確率、全般台風情報の3つがある。

## 沿革
- 1945年 米国による飛行機観測が開始される。
- 1950年7月1日 「熱帯低気圧」と「台風」の分類・定義が決まる。

最大風速34ノット（17.2m/s）以下 「弱い熱帯性低気圧」、35〜64ノット（18〜32.7m/s） 「熱帯性低気圧」、65ノット（33.4m/s）以上 「台風」。
- 1952年6月1日 台風の予報業務が開始される。台風の進路予報は点で表示し、そこに誤差範囲を付ける。
- 1953年
  - 6月4日 台風の呼び名を米国式の女性名から発生順の番号とする。
  - 夏 進路予報を開始。扇形方式で予報時間は12時間と24時間先。
- 1961年6月16日 名古屋レーダーの運用が開始される。
- 1962年10月12日 台風の大きさ・強さの分類を定める。

大きさ：風速15m/s以上の半径200km未満 「ごく小さい」、200〜300km 「小型（小さい）」、300〜500km 「中型（並の大きさ）」、500〜800km 「大型（大きい）」、800km以上 「超大型（非常に大きい）」
強さ：最大風速33ノット以下（17.2m/s未満） 「弱い熱帯性低気圧」、34〜47ノット（17.2〜24.5m/s） 「弱い」、48〜63ノット（24.6〜32.6m/s） 「並の強さ」、64〜84ノット（32.7〜43.7m/s） 「強い」、85〜104ノット（43.7〜54.0m/s） 「非常に強い」、105ノット以上（54.0m/s超） 「猛烈な」。
- 1964年11月5日 富士山レーダーの運用が開始される。
- 1975年 それまでの「暴風圏」「強風圏」の呼び方をそれぞれ「暴風域」「強風域」に改める。
- 1978年4月6日 気象衛星・ひまわりの運用が開始される。
- 1979年 台風の英名、2号から、女性名のみから男女の名を交互につけることに決まる。初適用は4月に発生した3号・CECIL。
- 1982年6月1日 現在の予報円方式の進路予報が開始される。それ以前は扇形の進路予報を行っていた。
- 1986年6月1日 暴風警戒域が追加される。現在の台風進路予報図の原型となった。
- 1989年7月1日 48時間先までの進路予報が開始される。
- 1992年4月1日 全国29地点において24時間以内に暴風域に入る確率の発表を開始する。
- 1997年7月1日
  - 72時間先までの進路予報が開始される。
  - 予報円に入る確率を60%から70%に変更する。
- 2000年
  - 1月1日 台風の名称がアジア各国及び米国が提出したものに変更される。
- 2000年6月1日
  - 台風の大きさ・強さにおいて、「中型」「小型」「ごく小さい」、「並みの強さ」「弱い」を削除する。
  - 「弱い熱帯低気圧」の名称を「熱帯低気圧」に改める。

大きさ：風速15m/s以上の半径500km未満 特になし、500〜800km 「大型（大きい）」、800km以上 「超大型（非常に大きい）」
強さ：最大風速33ノット以下（17.2m/s未満） 「熱帯性低気圧」、34〜63ノット（17.2〜32.6m/s） 特になし、64〜84ノット（32.7〜43.7m/s） 「強い」、85〜104ノット（43.7〜54.0m/s） 「非常に強い」、105ノット以上（54.0m/s超） 「猛烈な」。
- 2001年6月1日 48時間先までの強度予報が開始される。
- 2003年6月4日
  - 72時間先までの強度予報が開始される。
  - 暴風域に入る確率を注意報警報の発表区分単位に3時間ごと48時間先までの予報に拡充する。
  - 1時間後の推定位置を発表する。それ以前は概略地名のみの発表であった。
- 2004年6月1日 台風進路予報の成績向上により予報円を縮小する。
- 2007年4月18日 台風情報の大幅な拡充を行う。日本付近において3時間ごとの進路予報、最大瞬間風速の情報、暴風域に入る確率の分布図が追加される。[1]
- 2008年5月21日 台風進路予報の成績向上により予報円を縮小する。
- 2009年4月22日 台風5日間予報が開始される。
- 2016年6月15日 台風進路予報の成績向上により予報円を縮小する。
- 2019年3月14日 120時間先までの強度予報が開始される[2]。
- 2019年6月12日 台風進路予報の成績向上により、従来より約20%予報円を縮小する[3]。
- 2023年6月26日 台風進路予報の成績向上により予報円を縮小する。

## 台風進路予報図
気象庁から発表される情報をもとにテレビや気象庁ホームページをはじめとしたウェブサイトなどで地図上に表示される。
気象庁から発表される情報の内容は以下の通り。
- 台風番号 - （西暦下2桁）○○年○○号となる。気象庁では全般台風情報などにおいて「（年号）○○年第○○号」と読み替える。民間では、「第」や年を省略して「台風○○号」と呼ぶことが多い。24時間以内に台風になる見込みの熱帯低気圧については「熱帯低気圧」の名前で発表する。
- 台風の中心位置 - 緯度、経度とも0.1°単位。全般台風情報では分単位に置き換えられる。台風の中心位置には3段階の解析精度があり、「正確」（約60km以下）、「ほぼ正確」（60〜110km）、「不正確」（約110km以上）の3種類となる。
- 台風の大きさ、強さ - 強風域の大きさと最大風速から区分される。強風域が500km未満、最大風速が33m未満の場合には使用しない。
- 台風の存在位置 - 主に海域名。陸地に近い場合は都市からの距離になる。
- 進行方向と速度 - 方向は16方位。速度はkm/hとノットが用いられる。10km/hに満たない速度では「ゆっくり」という表記になる。ほとんど停滞している場合においては進行方向は使用しない。
- 中心気圧 - 観測所に近い場合を除き観測値ではなく、ドボラック法による解析値である。
- 最大風速 - 10分間の平均風速の最大。m/sとノットの2種類の単位が使われる。通常は「中心付近の最大風速」となるが台風の構造によっては「中心付近の」が外される場合がある。
- 最大瞬間風速 - 2007年4月18日より新たに加えられた要素。m/sとノットの2種類の単位が使われる。テレビなどの報道では最大風速より最大瞬間風速が用いられることが多いためより直感的な情報となる。
- 暴風域 - 風速25m/s以上の暴風が吹くおそれのある範囲を円形で示す。
- 強風域 - 風速15m/s以上の強い風が吹くおそれのある範囲を円形で示す。暴風域や強風域においては地面の摩擦や地形の影響などが加味されていない。暴風域内でありながら風が弱くても台風の移動による風向きの変化により急激に風が強まるおそれがあるので警戒を緩めてはいけない。
  - 強風域・暴風域の表現は24時間以内に台風になる見込みの熱帯低気圧の実況では表記しない。
- 予報円 - 任意の予報時刻において台風および24時間以内に台風に発達する見込みの熱帯低気圧の中心が進む範囲を円形で示す。現在は予報円に入る確率を70%として運用されている。12・24時間後は3時間ごとに、48・72・96・120時間後は3・9・15・21時の解析で発表される。12時間後の予報は省略されることもある。また、予報期間中に台風が熱帯低気圧や温帯低気圧に変わる予想の場合はその旨を付したうえで変わる時刻までの予報を行う。2007年4月18日より日本に接近し台風においては新たに3,6,9,15,18,21時間後の予報円が追加される。また、台風進路予報図において予報円の中心を結ぶ線が表示される。
- 暴風警戒域 - 台風および24時間以内に台風に発達する見込みの熱帯低気圧の中心が予報円内に進んだ場合において、暴風域に入る可能性のある範囲。予報期間が長くなるほど暴風警戒域は大きくなるが必ずしも暴風域が大きくなるわけではない。なお、2007年4月18日より台風進路予報図において従来の円形から予報期間中の暴風警戒域を囲む線となる。
- 1時間後の推定位置 - 台風の現況と情報の発表に1時間前後のずれがあることから日本に接近した台風において現況と同様の情報が発表される。

## 暴風域に入る確率

### 地域ごとの予報
- 1992年4月1日より暴風域に入る確率の発表を開始した。当時は全国の主要29地点を対象に24時間先までの予報であった。
- 2003年6月4日より以下の発表内容に改善され、さらに2007年4月18日より拡充されている。
- 台風の暴風域に入る確率を全国の注意報警報の発表区域及び小笠原諸島を対象にした全374区域を単位に発表される。
- 3・9・15・21時の台風の進路予報をもとに6時間ごと発表され、3時間ごと72時間先までの確率と、0〜24時間先、0〜48時間先及び0〜72時間先までの積算の確率が発表される。発表対象区域全体において0.5%未満の場合は発表されない。
- なお、この情報は暴風域に入る時間と出る時間を把握するには有用であるが、予報が変わることにより確率が大きく変化したり、先の時間になるほど予報の誤差幅（予報円）が大きくなるため大きな確率が出ないことに注意が必要である。

### 確率分布図
2007年4月18日より台風の暴風域に入る確率の分布図の発表を開始した。
- 対象区域は北緯20度から50度、東経120度から150度の領域において発表される。
- 3,9,15,21時の台風の進路予報をもとに6時間ごと発表され、3時間ごと72時間先までの確率と、0〜24時間先、0〜48時間先及び0〜72時間先までの積算の確率が発表される。
- 暴風警戒域に置き換えて、予報円と重ねて表示されることもある。

## 全般台風情報
台風に関する、各種情報が文字で発表される。発表される情報は位置情報と総合情報の2種類に大別される。

### 位置情報
日本に接近が予想される台風において発表され、通常は3時間ごと、かなり接近あるいは上陸が予想される台風は1時間ごとに発表される。ただし、小規模な台風（海上強風警報レベル）においては接近上陸時も3時間間隔となる。24時間以内に台風への発達が見込まれかつ72時間以内に日本に接近する見込みの熱帯低気圧においても情報が発表され、台風が温帯低気圧に変わった場合でも暴風を伴う場合には台風情報が継続される。
- 台風の中心の位置（地域名と経緯度）
- 台風の勢力（中心気圧、最大風速）
- 進行方向と移動速度
- 暴風域と強風域
- 1時間後の推定位置
- 進路予報（24時間先までは3時間おき、3・9・15・21時では72時間先まで）

報道で「気象庁の観測によると」とされる場合、この情報が用いられていることが多い。推定位置が用いられている場合は「気象庁の発表によると」になる。

#### 付録（位置詳細）
気象庁が3時間ごとの進路予報を発表した場合には位置情報の付録として位置詳細情報が発表される。台風情報の番号は同じものを用いる。内容は以下の通り。
- 実況及び1時間後の推定位置

概略位置、大きさ階級、強さ階級、中心位置、移動、中心気圧、最大風速、最大瞬間風速、暴風域、強風域
- 予報

概略位置（3・6・9・15・18・21時間後の予報除く）、強さ階級、予報円中心と半径、移動、中心気圧（温帯低気圧または熱帯低気圧に変わる場合はその旨を付加）、最大風速、最大瞬間風速、暴風警戒域

### 総合情報
台風の見通しや予想雨量など防災にかかわる情報や災害への留意点が発表される。また、台風の発生や上陸などの情報も発表される。日本への影響が大きいほど発表間隔は短くなる。
- 台風の発生
- 台風の上陸
- 量的予報（予想雨量、予想最大風速、波、高潮など）
- 防災上の留意点

なお、地方や都道府県単位の情報に関しては地方気象情報や府県気象情報できめ細かい台風情報が発表される。九州地方において、「大雨・（落雷・）突風（暴風と高波）に関する気象情報」、長崎県のみ「台風に関する気象情報」として発表される例もある。